# Phoenix Film Critics Society Awards 2008
9° PFCS Awards

18 dicembre 2008

Miglior film:

 The Millionaire 
I premi del 9° Phoenix Film Critics Society Awards in onore del miglior cinema del 2008, sono stati annunciati il 18 dicembre 2008.

## Premi assegnati

### Miglior film
The Millionaire

### Miglior regista
Danny Boyle - The Millionaire

### Miglior attore
Sean Penn - Milk

### Miglior attrice
Meryl Streep - Il dubbio

### Miglior attore non protagonista
Heath Ledger - Il cavaliere oscuro

### Miglior attrice non protagonista
Marisa Tomei - The Wrestler

### Miglior cast
Milk

### Migliore sceneggiatura originale
In Bruges - La coscienza dell'assassino - Martin McDonagh

### Migliore adattamento della sceneggiatura
The Millionaire - Simon Beaufoy

### Miglior film di animazione
WALL•E

### Miglior film in lingua straniera
Lasciami entrare, Svezia

### Miglior documentario
Man on Wire - Un uomo tra le Torri

### Miglior fotografia
Il curioso caso di Benjamin Button - Claudio Miranda

### Migliore scenografia
Il cavaliere oscuro

### Migliori costumi
La duchessa

### Miglior montaggio
The Millionaire - Chris Dickens

### Migliori effetti speciali
Il cavaliere oscuro

### Migliori stunt-men
Il cavaliere oscuro

### Migliori musiche originali
The Wrestler - "The Wrestler"

### Migliore colonna sonora
Il curioso caso di Benjamin Button - Alexandre Desplat

### Miglior film per la famiglia
High School Musical 3: Senior Year

### Miglior attore debuttante
Ayush Mahesh Khedekar - The Millionaire

### Miglior attrice debuttante
Dakota Fanning - La vita segreta delle api

### Migliori prestazioni dietro la cinepresa
Martin McDonagh - In Bruges - La coscienza dell'assassino

### Migliori prestazioni davanti alla cinepresa
Dev Patel - The Millionaire

### Miglior film passato inosservato
In Bruges - La coscienza dell'assassino